# (8025) 1991 FB4
(8025) 1991 FB4 là một tiểu hành tinh vành đai chính. Nó được phát hiện bởi Henri Debehogne ở Đài thiên văn La Silla ở Chile ngày 22 tháng 3 năm 1991.